# Salmaneser V
Salmaneser V (akkadisk: Šulmanu-ašarid; hebraisk: שַׁלְמַנְאֶסֶר; græsk: Σαλαμανασσαρ, Salamanassar; latin: Salmanasar) var konge af Assyrien fra 727 til 722 f.Kr. Han optrådte første gang som guvernør af Zimirra i Fønikien i styret under sin fader, kong Tiglat-Pileser III af Assyrien.
Da hans far døde, blev Salmaneser ny konge over Assyrien på den 25. dag af tebet (den tiende måned i den jødiske kalender) i år 727 f.Kr. Han ændrede da sit oprindelig navn Ululayu til "Salmanesar" ("ild-dyrker")  Selv om det har været hævdet, at han fortsatte at benytte navnet Ululayu som kongenavn i positionen som konge af Babylonien, har der ikke været fundet bekræftelse på dette i nogen autentiske officielle kilder.
Oprøret i hovedstaden Samaria (Šomron) i kongedømmet Israel (Nordriget) skete under hans styre, men under belejringen af den jødiske oprørsby døde han den 12. tebet 722 f.Kr. og kronen blev da overtaget af hans broder Sargon II.
Navnet Salmaneser er benyttet for ham i Bibelen, som giver ham og hans fader skylden for at have deporteret folket i Israel i landflygtighed, hvilket var generel praksis for assyrerne for erobrede områder. Det er en del af oprindelsen til legenderne om Israels ti forsvundne stammer. Både Sargon II og dennes søn Sankerib skal også have deporteret jøder i deres efterfølgende krige i Mellemøsten. I 17. og 18. kapitel af Anden Kongebog er han beskrevet som erobreren af Samaria og som den, som sendte byens indbyggere i eksil. I Tobits bog, en af de deuterokanoniske bøger i Det gamle Testamente, kapitel 1, er der fortalt om den landsforviste Tobit som opnåede Salmanesers gunst ved hans hof, kun for at miste den igen under kong Sankerib.